# Östermalm

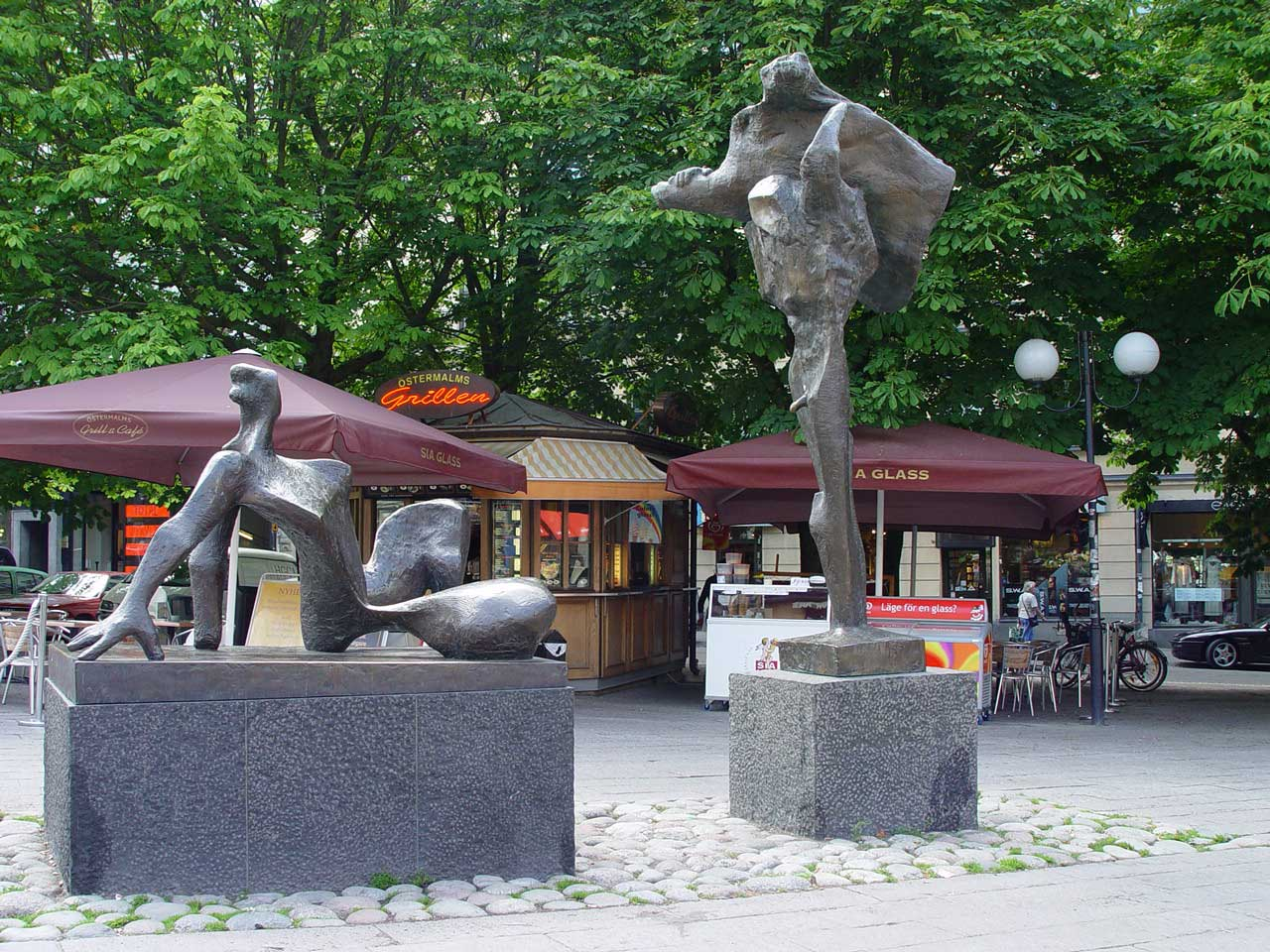
Skulpturengruppe von Willy Gordon

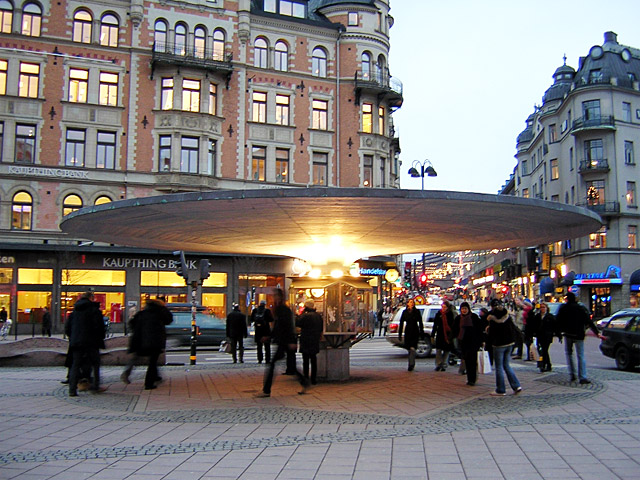
Stureplan mit Svampen

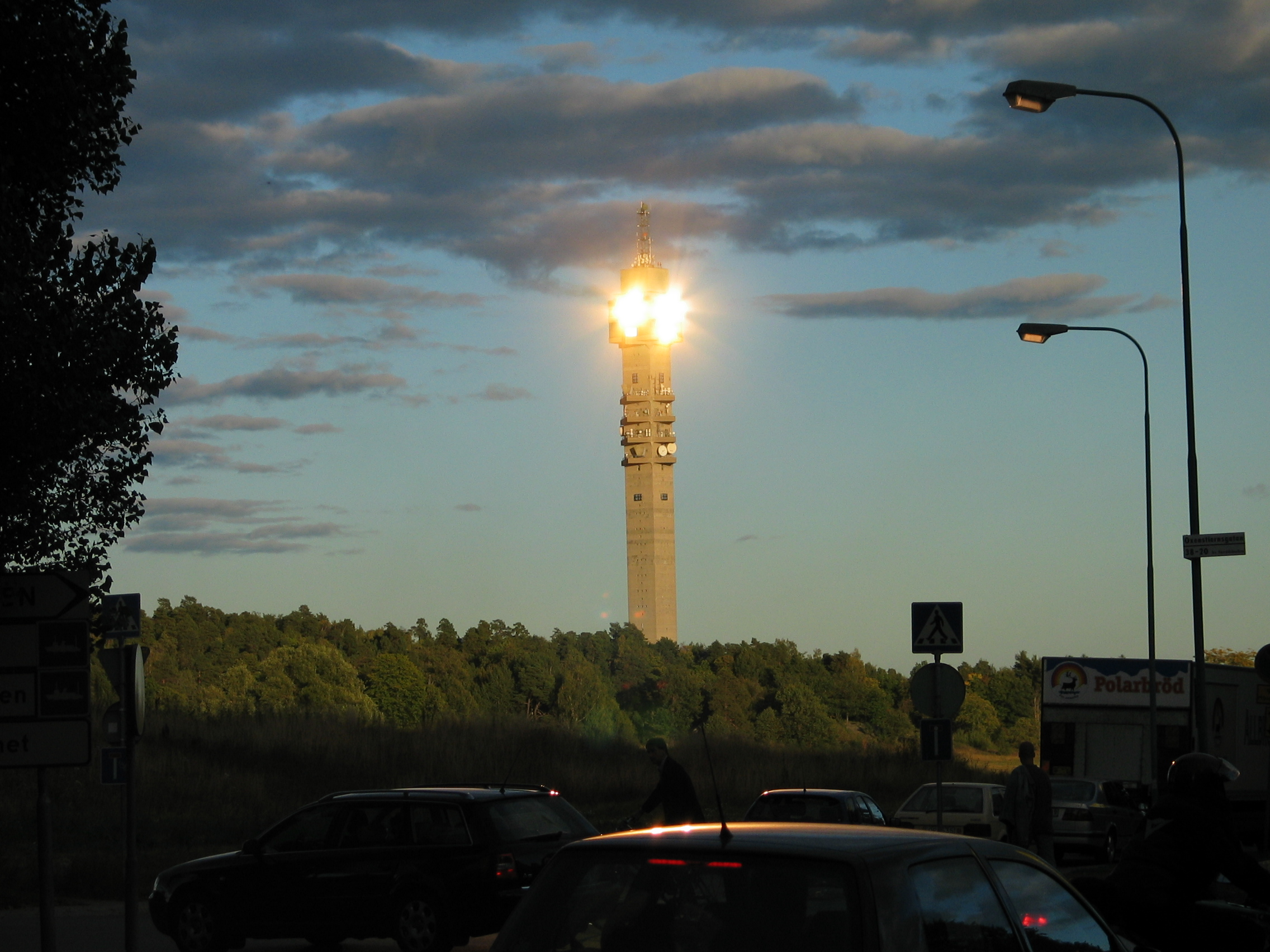
Fernsehturm Kaknästornet

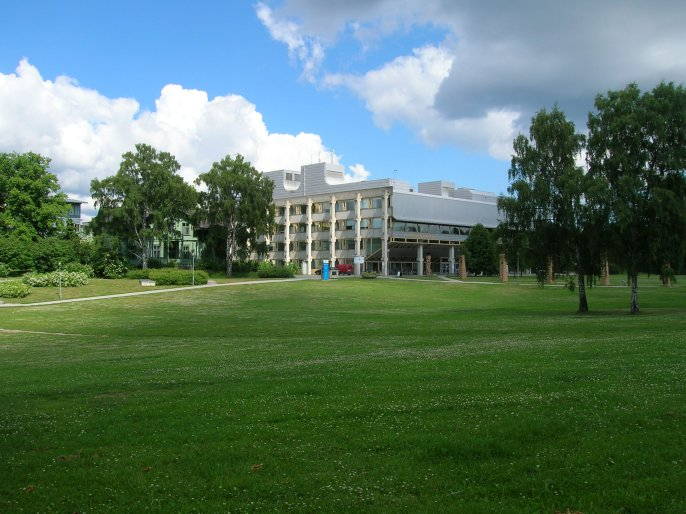
Universität Stockholm

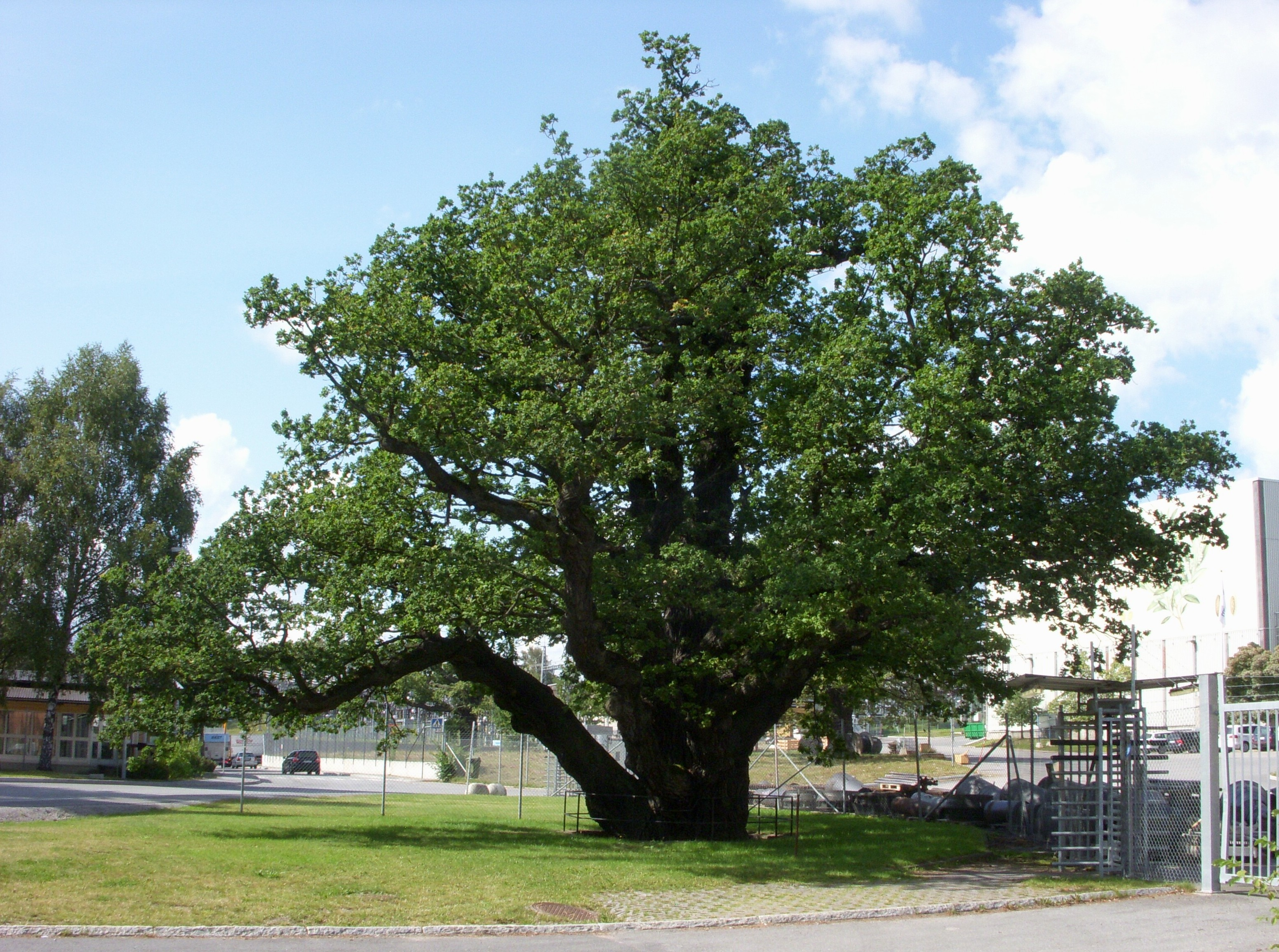
Kungseken von Hjorthagen

Östermalm ist einer der zentralen Stadtbezirke Stockholms, der Hauptstadt Schwedens. Der Stadtbezirk hat etwa 61.000 Einwohner.

## Gliederung
Östermalm gliedert sich in folgende Stadtteile:

### Östermalm
Hier befinden sich vor allem Wohnungen wohlhabender Einwohner. Auf dem Stureplan zentriert sich das Nachtleben Stockholms, da sich hier viele Clubs wie beispielsweise Spy Bar, Laroy oder Sturecompagniet befinden. Die Parks Stureparken sowie Humlegården mit der königlichen Bibliothek und die Deutsche Schule Stockholm sind ebenfalls in Östermalm zu finden.
Auf dem Marktplatz Östermalmstorg befindet sich eine umstrittene Skulpturengruppe von Willy Gordon. Am südwestlichen Teil des Platzes liegt die Markthalle Östermalms Saluhall von 1888, der „Esstempel“ der Stockholmer. Die Storchen-Apotheke gegenüber der Elim Kyrkan ist die kulturhistorisch bedeutendste Apotheke in Schweden.

### Hjorthagen
Der Stadtteil wird geprägt vom Gasverket (Gaswerk) und den dazugehörigen großen Gasometern. Hjorthagen ist ein von der Industrie geprägter Stadtteil. Die Wohnungen sind klein und es gibt fast ausschließlich Mehrfamilienhäuser. Der Lilla Värtan, ein Teil der Ostsee, bildet die Grenze zur Nachbargemeinde Lidingö. Die Lidingöbrücke ist die einzige Verbindung für Autos zwischen Stockholm und Lidingö. Kurz vor der Brücke liegen in Ropsten auf der Stockholmer Seite die Endstation der Linie T13 der Stockholmer U-Bahn (schwedisch tunnelbana) sowie die Bezahlstationen für die Citymaut.

### Ladugårdsgärdet
Ladugårdsgärdet ist zwar der offizielle Name, doch wird der Name des Stadtteils von den meisten Menschen nur mit Gärdet abgekürzt. Auch die dazugehörige U-Bahn-Station trägt den Namen Gärdet. Geprägt wird der Stadtteil einerseits von der Hauptstraße nach Lidingö und den angrenzenden Hafenanlagen, Värtahamnen und Frihamnen sowie andererseits von großen Parkanlagen. Der Stadtteil selbst entstand 1926, nachdem der Stadtteil Östermalm zu groß geworden war und geteilt wurde. Unter anderem liegen hier der Fernsehturm, Kaknästornet, verschiedene Museen wie das Technische Museum, das Armeemuseum, das Polizeimuseum, das Sportmuseum und Einrichtungen des Militärs.
Im südwestlichen Teil grenzt Ladugårdsgärdet an das Diplomatenviertel mit der Diplomatstaden und verschiedenen Botschaften für unter anderem die USA, Deutschland, Finnland, Norwegen und Japan. Hier befinden sich auch die Hauptbüros und Studios für Sveriges Radio und Sveriges Television.

### Djurgården
Eine dichtere Bebauung findet sich nur im südwestlichen Teil von Djurgården. Ansonsten besteht die Insel aus Parkanlagen und vereinzelten Villen sowie staatlichen Institutionen. Ein Großteil des Westteils der Insel wird vom Freilichtmuseum Skansen eingenommen.

### Norra Djurgården
Das Gebiet war früher königliches Jagdgebiet. Heute ist es mit Ausnahme des Gebietes um die Königliche Technische Hochschule und Ruddammen Teil des Ekoparken, der weltweit erste städtische Nationalpark. Im südlichen Teil liegt in der Nähe der KTH das alte Olympiastadion von 1912 und im nördlichen Teil des Stadtteils liegt die Universität Stockholm mitsamt einigen Naherholungsgebieten. Da der Stadtteil im Norden die Grenze zur Nachbargemeinde bildet, befindet sich auch hier eine Bezahlstation für die Citymaut.

## Söhne und Töchter des Stadtbezirks
- Nils Arvid Ramm (1903–1986), Boxer
- Povel Ramel (1922–2007), Musiker
- Avicii  (1989–2018), Dj und Musiker